# Altingia obovata
Altingia obovata ist eine immergrüne Laubbaumart aus der kleinen Familie der Altingiaceae innerhalb der Ordnung der Steinbrechartigen (Saxifragales). Sie kommt endemisch auf der südchinesischen Insel Hainan vor.

## Beschreibung

### Vegetative Merkmale
Der immergrüne Baum erreicht eine Höhe von ca. 30 m und einen Stammdurchmesser von bis zu 100 cm. Er besitzt eine raue Borke. Die jungen Zweige sind ebenso wie die eiförmigen, ca. 1 cm langen, mit Schuppen bedeckten Knospen spärlich flaumhaarig. Die schraubig angeordneten Laubblätter sind 0,4–1 cm lang gestielt. Die Nebenblätter sind klein und hinfällig und hinterlassen kleine Narben. Die einfache und ungeteilte, fiedernervige Blattspreite ist verkehrteiförmig bis schmal verkehrteiförmig und hat eine Länge von 5–11 cm und eine Breite von 2–4,5 cm. Sie besitzt einen schmal keilförmigen Grund und ist vorne abgerundet oder stumpf. Die ledrige Spreite ist zweifarbig und kahl. Sie weist 7–9 Paare von beiderseits vorspringenden Seitennerven auf. Der Spreitenrand ist fein gekerbt-gesägt.

### Generative Merkmale
Die Geschlechtsverteilung der Blüten ist einhäusig getrenntgeschlechtig (monözisch). Die Blüten besitzen keine Blütenhülle.
Die männlichen Blütenstände sind gestielte, vielblütige, ellipsoidale Köpfchen. Sie sind meist zahlreich in Trauben angeordnet, die an den Enden der Zweige oder nur wenig darunter stehen. Die männlichen Blüten bestehen nur aus nicht miteinander verwachsenen Staubblättern. Die roten Staubbeutel sind basifix, also an ihrem Grund dem Staubfaden angeheftet und sitzen auf sehr kurzen Staubfäden. Sie sind verkehrteiförmig und etwa 1,5 mm lang. Die beiden oben gestutzten Theken bestehen aus jeweils zwei Pollensäcken und öffnen sich mit einem Schlitz der Länge nach.
Die köpfchenförmigen weiblichen Blütenstände stehen meist einzeln in den Achseln der obersten Blätter. Sie sind ca. 3 cm lang gestielt, am Grund von eiförmigen, braun behaarten Hochblättern umgeben und bestehen aus 16–28 Blüten. Diese enthalten nur den halbunterständigen Fruchtknoten, der aus zwei miteinander verwachsenen, nur an der Spitze freien Fruchtblättern besteht, einen ihn umgebenden Diskus und mehrere schuppenförmige Staminodien. Die beiden pfriemlichen, ca. 3 mm langen, flaumhaarigen Griffel haben eine zurückgekrümmte Spitze. Jedes der beiden Fruchtknotenfächer enthält an der zentralwinkelständigen Plazenta zahlreiche Samenanlagen.
Die Fruchtstände sind etwa 2 cm breit und annähernd kugelig mit gestutzter Basis. Die einzelnen Früchte sind holzige, zweifächerige Kapselfrüchte, die sich fachspaltig mit zwei zweiteiligen Klappen öffnen. Der obere Teil der Griffel und die Staminodien sind im Fruchtzustand nicht mehr vorhanden. Die braunen Samen sind unregelmäßig kantig. Die Samenschale ist dick und hart. Es ist nur wenig Endosperm vorhanden.
Altingia obovata blüht in den Monaten März bis Juni und fruchtet von Juli bis September.

## Verbreitung und Lebensraum
Altingia obovata kommt nur auf der südchinesischen Insel Hainan vor.
Die Baumart wächst in immergrünen Bergwäldern in 800–1400 m Seehöhe.

## Taxonomie und Systematik
Die Art wurde 1935 durch Elmer Drew Merrill und Chun Woon-Young beschrieben.
Da sich Altingia obovata fast nur in der Blattform von der weit verbreiteten und variablen Altingia chinensis unterscheidet, betrachten manche Autoren Altingia obovata nur als Synonym von Altingia chinensis. Die große genetische Ähnlichkeit beider Arten wurde inzwischen auch durch eine molekularbiologische Studie bestätigt. In derselben Arbeit konnte außerdem gezeigt werden, dass auf der Insel Hainan Altingia obovata zusammen mit Liquidambar formosana an der hybridogenen Entstehung von Semiliquidambar cathayensis beteiligt war bzw. ist.
Bei einer molekularbiologischen Untersuchung von fünf Abschnitten der Chloroplasten-DNA hat sich Altingia obovata als Teil einer schwer weiter auflösbaren Klade („E. Asian clade“) dargestellt, die außer mehreren Altingia-Arten auch noch Arten von Liquidambar und Semiliquidambar umfasste. Danach scheint es am besten, die Art als Liquidambar obovata (Merr. & Chun) Ickert-Bond & J.Wen zur Gattung Liquidambar zu stellen.

## Etymologie
Das Artepitheton obovata setzt sich aus lat. ovatus (eiförmig, oval), das sich wiederum von lat. ovum (Ei) herleitet, und lat. ob (entgegen) zusammen. Es bedeutet verkehrt-eiförmig und bezieht sich auf die Form der Blattspreite. Die Gattung Altingia ist zu Ehren von Willem Arnold Alting (1724–1800) benannt, dem Generalgouverneur von Niederländisch-Indien zur Zeit, als der Erstbeschreiber Francisco Noroña Java besuchte.